# ATP de Maceió
O Maceió Open foi um torneio de tênis realizado em quadras de saibro, no ano de 1992, houve apenas uma edição, de 3 a 9 de Fevereiro, realizado, em Maceió, Alagoas, Brasil.

## Finais

### Simples
| Ano  | Campeão         | Vice-campeão       | Resultado     |
| ---- | --------------- | ------------------ | ------------- |
| 1992 | Tomás Carbonell | Christian Miniussi | 7–6, 5–7, 6–2 |

### Duplas
| Ano  | Campeões                  | Vice-campeões                | Resultado     |
| ---- | ------------------------- | ---------------------------- | ------------- |
| 1992 | Gabriel Markus John Sobel | Ricardo Acioly Mauro Menezes | 6–4, 1–6, 7–5 |